# Гарофало, Кристиан
Кристиан Гарофало (итал. Christian Garofalo; род. 4 января 2007, Неаполь) — итальянский футболист, защитник клуба «Наполи».

## Клубная карьера
Гарофало — воспитанник клуба «Наполи».

## Международная карьера
В 2024 году в составе юношеской сборной Италии Гарофало принял участие в юношеском чемпионате Европы на Кипре. На турнире он сыграл в матчах против сборных Польши, Словакии, Англии и Португалии.

## Достижения
Международные
 Италия (до 17)
- Победитель чемпионата Европы (до 17 лет) — 2024